# 宁波站
29°51′44″N 121°32′13″E / 29.86213920508501°N 121.53693079948425°E
宁波站，是中华人民共和国浙江省宁波市的主要火车站。车站位于海曙区南站东路，原宁波老城长春门（南门）外，因而也俗称南站。车站始建于1959年，同名车站历史可以追溯到1912年，目前的车站站房建于2013年。宁波站铁路客运业务由中国铁路上海局集团宁波车务段管辖，为萧甬铁路、杭甬客运专线终点站和甬台温铁路起点站。车站设计年发送旅客量为2760万人次，站房建筑面积为62934平方米，包含8座国铁站台，16条站线，2座地铁站台，普速铁路、高速铁路、地铁、市郊铁路、公交车、出租车、城市快速路等多种出行方式无缝对接，是宁波的主要枢纽站。

## 历史

### 江北时期

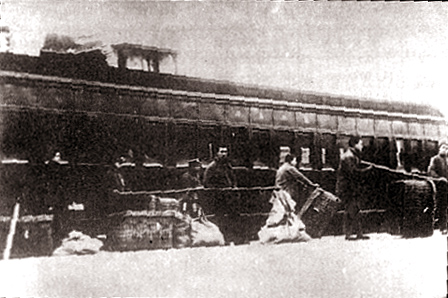
20世纪20年代的宁波站

最早的宁波站建成于1914年，是沪杭甬铁路曹娥江至宁波的终点站。1910年6月，沪杭甬铁路曹甬段先期开工，然而宁波旅沪同乡会与宁波本地士绅之间就宁波站的位置发生争执。宁波旅沪同乡会认为车站应当修建在江北，而宁波本地士绅则认为车站应当修建在江南建船厂地段（即今和义路战船街），双方争执不下。因此时英商正与清政府争执沪杭甬铁路路权，为防止西方势力介入，经由浙江铁路公司经理汤寿潜、刘锦藻协调，最终敲定宁波站建于江北石板行跟附近（今槐树路）。
曹甬段和宁波站建成后，因中国工程师没有能力修建跨越曹娥江的桥梁，而受雇建桥的德国工程师因第一次世界大战无法参与铁路修建，宁波站一直没有接入全国铁路网。尽管如此，当时的宁波站并未因此闲置。当时，宁波站共办理客运列车5对，其中宁波至曹娥江2对，至余姚1对，至慈城2对，1934年客运量达到145万人次。但1937年，抗日战争爆发，同年12月，余杭县城失守，国民政府下令拆除尚未完全建成的杭甬铁路。1938年2月1日，宁波站被日机炸毁，旧址仅存一幢办公楼和“车站路”的地名。

### 南门时期

#### 初建

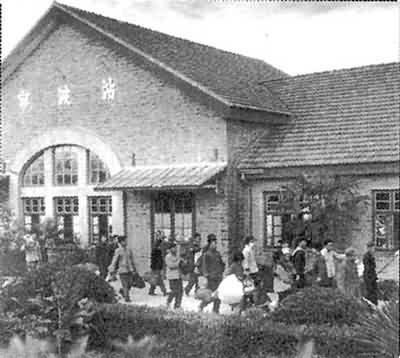
1959年的宁波站

1953年7月1日起，原沪杭甬铁路杭甬段开始分段重建并更名为萧甬铁路。新宁波站被规划在宁波老城的长春门（南门），因而民间又称南门火车站，简称南站。1955年12月，铁路修建至庄桥站后，由于姚江两岸地基松软，铁路无法跨越姚江，因而不得不将临时终点站设在庄桥。1959年，在苏联专家的帮助下，跨越姚江的青林渡铁路桥建成，铁路方才修建至宁波南门。1959年10月1日，萧甬铁路全线完成重建并通车，新宁波站同日建成。建成后的宁波站当时只有2条到发线，1条存车线，最初每天仅有一对列车开行。随着列车对数的增加，不得不借用庄桥站存放过夜列车。1973年，宁波站新建到发线1股，站台1座，此时站线紧张的状况方有所缓解。1985年至1986年间，由于北仑支线建成，宁波站又新建6条站线，新建站台、地道等设施。此时的宁波站共有站线10条，其中正线1条，到发线5条，存车线3条，机待线1条，渡线1条，站台2座，达到二等站规模。列车也逐渐由蒸汽机车牵引转变为内燃机车牵引。

#### 第一次与第二次改建

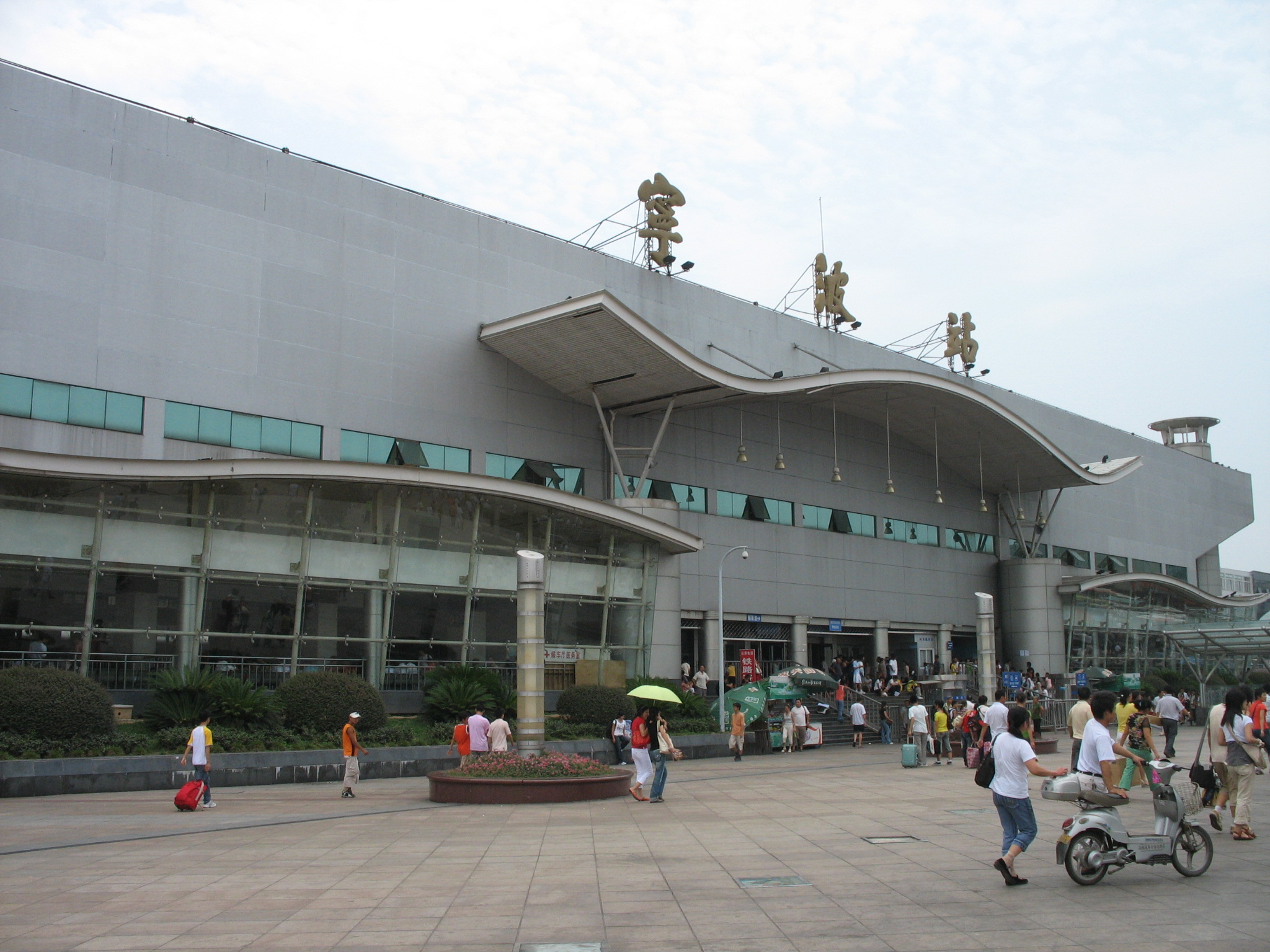
1998年改建后的宁波站，摄于2007年

由于客流的迅速增长，1987年4月1日，宁波站开始兴建新客运大楼，至1988年2月10日建成。大楼呈船型，长116米，宽30米，高17米，建筑面积5060平方米。1998年5月20日，车站再度扩建。在这次扩建中，新建站线6条，房屋5000平方米，中间站台510米，宁波站成为一等站。
这一时期，宁波站的客运量大幅增长，1990年客运量527.93万人次，2008年达到将近1500万人次。列车服务范围大幅扩大。1993年7月，宁波至包头旅客列车成为宁波站首列跨局列车。此后，宁波至北京、广州、吉林、合肥、成都、贵阳等地的列车先后开行。与此同时，宁波站开行列车的等级也逐渐提高。1997年，宁波站在浙江省内首开宁波至南京的假日旅游列车。此后，前往上海、杭州的城际列车相继开通。前往上海的城际列车从2005年起开始使用当时最先进的中国铁路25T型客车，部分被高速公路吸引的客流再度回归铁路。2007年和2008年，宁波站先后开行前往武昌和北京的直达特快列车。2009年，甬台温铁路开通，宁波站从此不再是铁路终端。同时，萧甬铁路完成电气化改造，宁波站开始开行“和谐号”高速列车。

#### 第三次改建

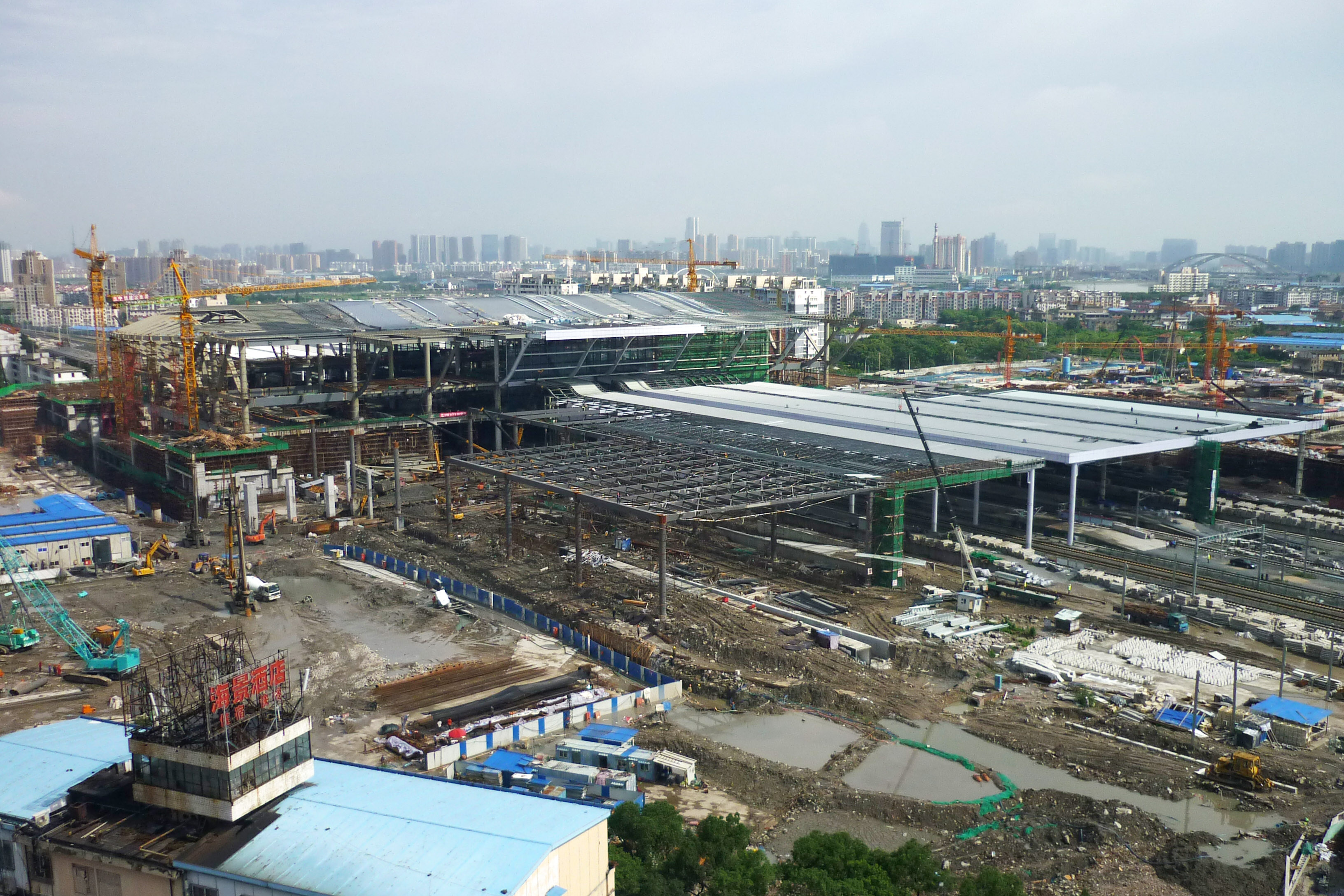
改建中的宁波站，摄于2013年

随着中国铁路提速和高速铁路网的建设，2009年，甬台温铁路建成通车，同年，杭甬客运专线开工建设。宁波站从此告别客运末端车站的地位，办理列车对数大幅增加，车站空间日趋紧张。与此同时，宁波的城市人口也大幅增加，宁波轨道交通于同年投入建设，城市快速路网也开始形成，宁波站已无法和全新的交通方式相配套。此外，随着居民生活水平的提高，宁波居民对铁路服务的期待也日渐提高。更有甚者，当列车大规模晚点时，曾发生过好几次五条到发线全满，列车停在站外正线上等候进站的事件。此时，宁波站已无法满足城市未来发展的需要。
宁波站的第三次改建规划始于2008年。当年，比原计划扩大16倍、结合多种交通方式零换乘的宁波站改建规划获得原铁道部和浙江省人民政府批准。当年11月，经过市民投票，新宁波站站房概念设计“天一生水，宁波甬浪”在两种备选方案中获选。2009年年末，包含宁波站改建的宁波铁路枢纽工程开工建设。2010年9月7日，在最后一班列车Z32次驶离宁波站后，宁波站开始封站改造。次日凌晨，位于宁波站甬台温铁路下行5公里的临时车站宁波东站接替宁波站的功能。10月16日，宁波站站场改建工程正式动工，并计划于2012年完工。但由于轨道交通2号线车站进度缓慢，加之温州动车追尾事故后国家宏观调控导致车站整体停工，通车日期一再延迟。2013年2月，车站恢复施工，年末站房基本结顶，同时铁路上下行正线开通。宁波站主体及南广场于2013年12月28日投入使用，北广场、轨道交通2号线车站和与之配套的于2015年投入使用利用萧甬铁路开行的宁波至余姚城际铁路服务于2017年6月10日开通运营，轨道交通4号线车站于2020年12月23日投入使用。

## 车站结构
宁波站采取高架进站候车、地下出站模式。车站内可零距离换乘国铁、地铁、公交、出租车和其他社会车辆，同时与城市快速路夏禹路衔接。站内包含8座国铁站台，16条股道。站房建筑面积为62934平方米，地下集散厅1.3万平方米，无站台柱风雨棚5.67万平方米。站区采用“一心、两轴、四区”布局，以主站房为核心，纵横两条轴线分别贯穿南北广场和周边设施，并将整个外围空间划分为4个部分，分别承担站区、交通、停车、绿化功能。

### 站房

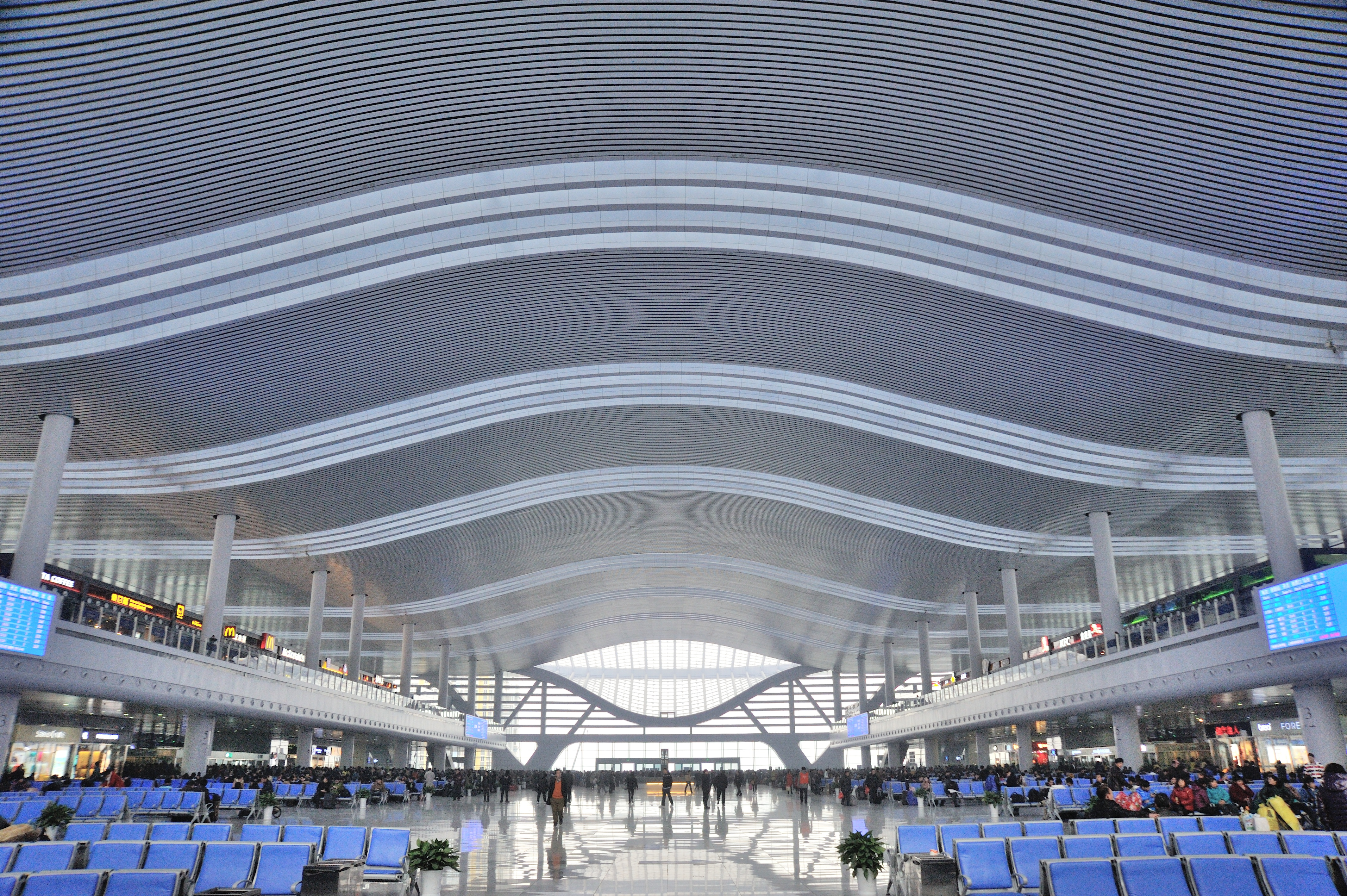
宁波站内景

宁波站站房设计概念为“天一生水，宁波甬浪”，由同济大学建筑设计院院长许笑冰设计。这一设计在2008年11月的公众投票中胜过另一个以书籍和海上丝绸之路为主题的设计方案。车站外形取材于车站北面宁波历史建筑天一阁中包含的《易经》“天一生水”的哲学，总体为银白色，中央为玻璃形成椭圆形水滴造型，下方形似水滴扩散形成的波纹形，车站主体、雨棚构成形似海浪的造型。
宁波站站房东西长258米，南北宽245米，最大高度39.25米。主站房共分六层，其中地上三层，地下三层。地上三层为夹层商业设施，包含餐饮、便利店、咖啡厅等商业门类。地上二层为车站出发层，面积2万平方米，设有3200个座位，两侧设有14对检票口，分别对应14个站台面。其中，2至11号检票口为高速列车检票口，其余则为普速列车检票口。地面为站台层，包含站台、路轨、南北售票厅，提供人工售票、退票、改签服务并设有自动售票机。面向北广场的地面层设有为宁波都市圈城际铁路专门设置的进站口。地下一层为车站集散厅，设有6个出站口，其中3、4出站口为高速列车出站口。地下二层与三层分别为轨道交通2号线站厅和站台，与北广场的4号线形成换乘。

### 车站广场

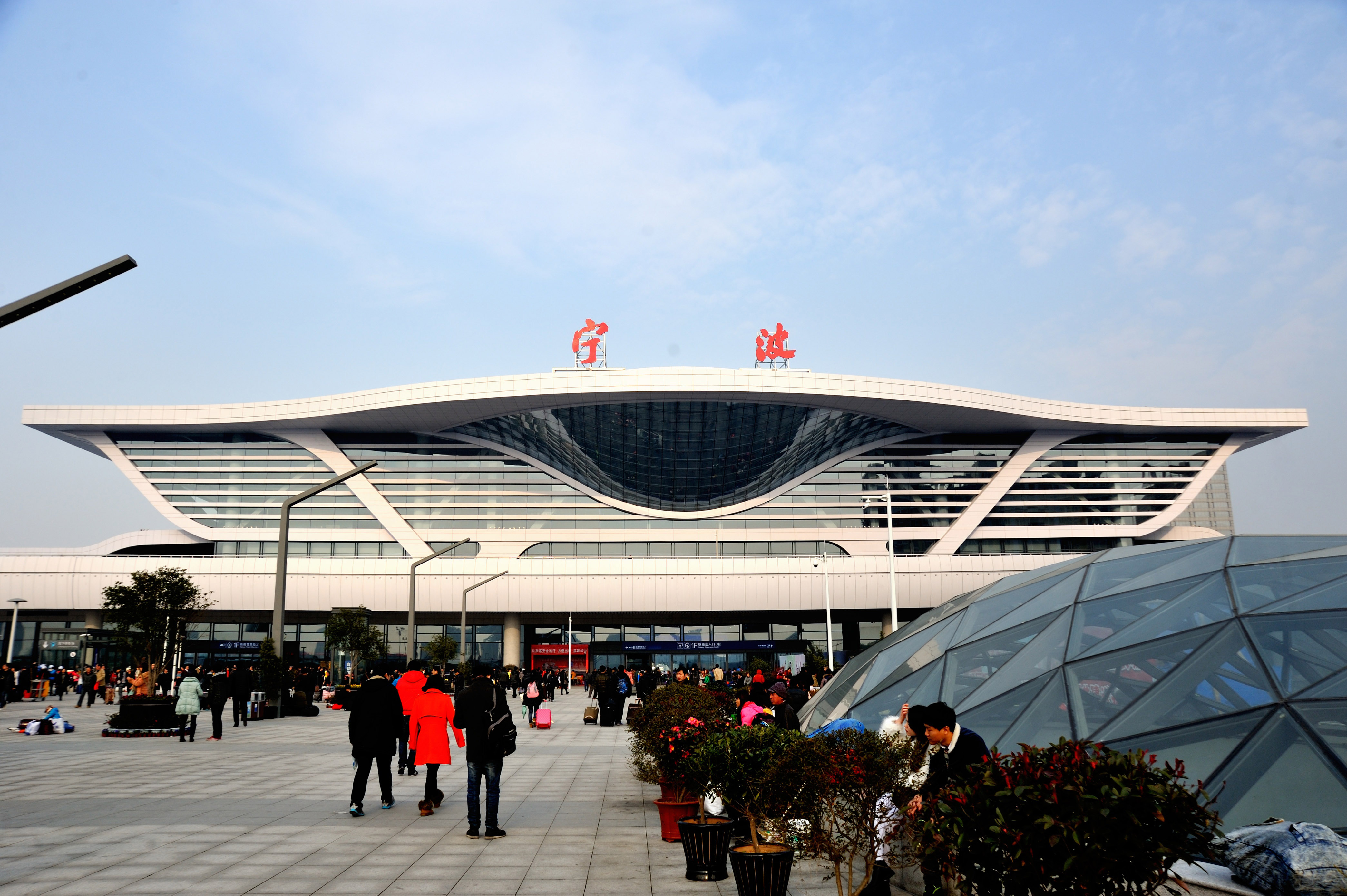
站房南侧

宁波站共设南北两个广场，南北广场间通过站房地下一层相连，使车站南北成为一个整体。
南广场面积100837平方米，地下面积27487平方米。上层自西向东分别为建设中的宁波汽车南站、公交宁波火车站和大巴停车场、人行广场、出租车地下通道。地下一层为社会停车场和出租车候客区。其中，社会停车场设有220个车位。
北广场面积56086平方米，地下面积34006平方米，地下一层中部为4号线站厅，地下二层为站台，2号线服务于2015年开通。

### 站台

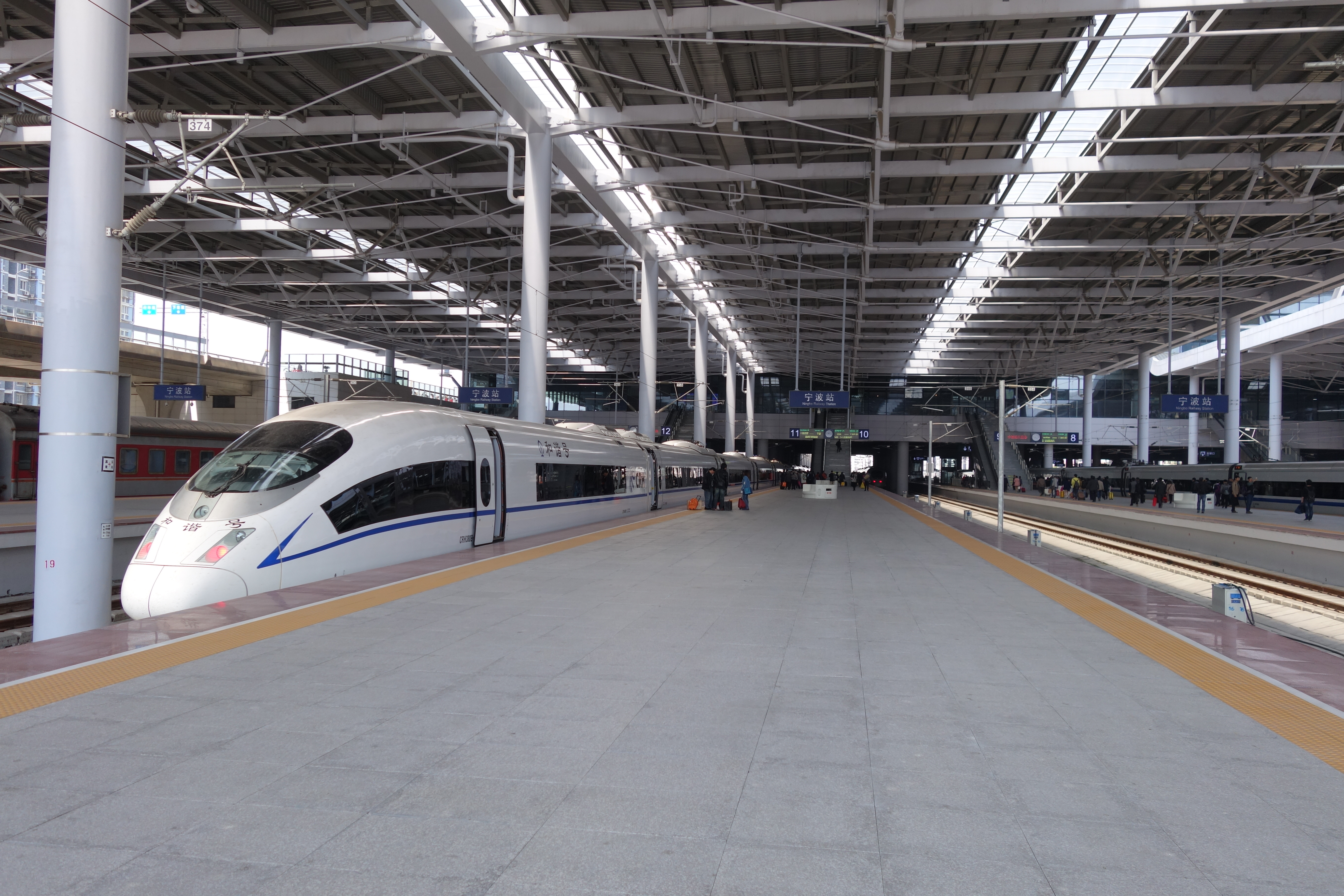
宁波站站台

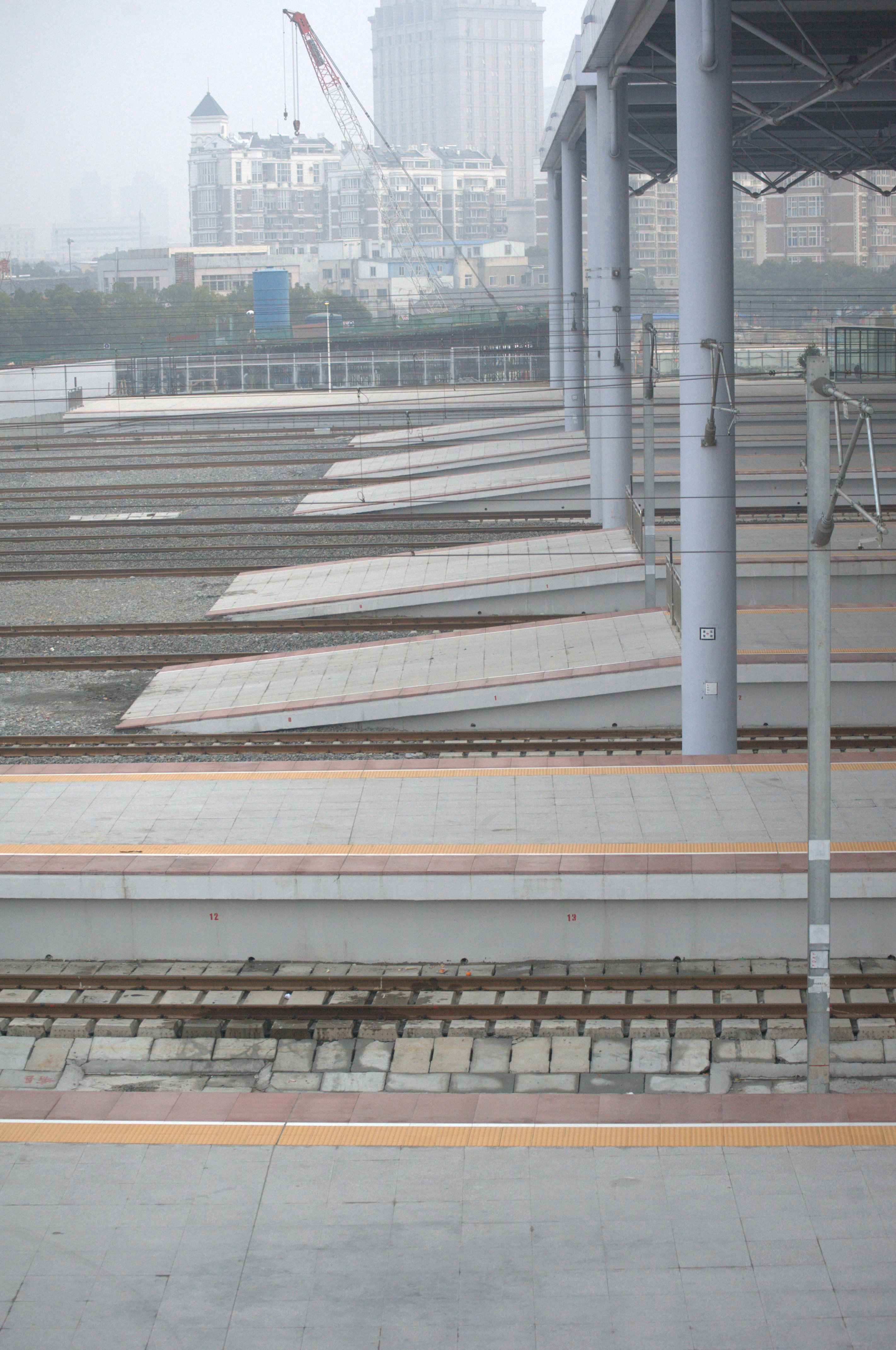
宁波站西端站台，可见3座长站台

宁波站包含8座站台，16条股道，其中包含正线2条，到发线14条，岛式站台6座，侧式站台2座。1、12、13、14站台面较长，可以供普速列车停靠，其他站台为高速列车停靠。所有站台共可同时容纳9000余名旅客候车。站台上方设有无柱雨棚，总长450米，总面积5.67万平方米。雨棚因考虑到夏季台风多发，并未设置吊顶。所有站台于2013年12月28日开通当日启用。
| 北↑  |                              |                                           |  |
|      | 侧式（长，市郊铁路列车停靠） |                                           |  |
| 1道  | 1                            | 到发线                                    |  |
| 2道  | 2                            | 到发线                                    |  |
|      | 岛式                         |                                           |  |
| 3道  | 3                            | 到发线                                    |  |
| 4道  | 4                            | 到发线                                    |  |
|      | 岛式                         |                                           |  |
| 5道  | 5                            | 到发线                                    |  |
| 6道  | 6                            | 到发线                                    |  |
|      | 岛式                         |                                           |  |
| 7道  | 7                            | 到发线                                    |  |
| 8道  | 无                           | 杭甬客运专线/甬台温铁路下行正线宁波东方向 |  |
| 9道  | 无                           | 杭甬客运专线/甬台温铁路上行正线庄桥方向   |  |
| 10道 | 8                            | 到发线                                    |  |
|      | 岛式                         |                                           |  |
| 11道 | 9                            | 到发线                                    |  |
| 12道 | 10                           | 到发线                                    |  |
|      | 岛式                         |                                           |  |
| 13道 | 11                           | 到发线                                    |  |
| 14道 | 12                           | 到发线                                    |  |
|      | 岛式（长）                   |                                           |  |
| 15道 | 13                           | 到发线                                    |  |
| 16道 | 14                           | 到发线                                    |  |
|      | 侧式（长）                   |                                           |  |
| 南↓  |                              |                                           |  |

## 交通联系

### 国铁
宁波站开通时，共有43对高速动车（G）、40对动车（D）和13对普速列车开行。至2016年5月，列车运行范围最北端为长春站，最南端为深圳北站，最西端为昆明站。动车组列车运行最北端为沈阳北站，最南端为深圳北站，最西端为贵阳北站。至杭州东站最短时间为50分钟，至上海虹桥站最短时间为99分钟。2019年1月5日起，宁波站开行部分经由杭深线至温州南站调向、再经金温铁路、沪昆客运专线直通运行的高速动车组列车。
| 列车所属路局 | 终点站（粗体表示有宁波站始发到该站的列车，非粗体表示只有经停列车，绿色表示到该站只有非动车组列车车次） |
| ------------ | --- |
| 北京局集团   | 北京南、天津西、福州 |
| 成都局集团   | 成都、重庆北、贵阳、贵阳北、宁海 |
| 广州局集团   | 长沙南、上海虹桥（仅动卧，非每日开，与上海局交替担当）、佛山西（仅动卧，非每日开，与上海局交替担当）、深圳北、南京南、香港西九龍（仅高速动卧，非每日开） |
| 济南局集团   | 济南、济南西、温州南 |
| 昆明局集团   | 昆明 |
| 兰州局集团   | 兰州 |
| 南昌局集团   | 南昌、南昌西、厦门、厦门北、福州、福州南、赣州、杭州东、龙岩、南京南、莆田、上海虹桥 |
| 南宁局集团   | 南宁 |
| 上海局集团   | 北京南、亳州、长沙南、重庆北、广州、贵阳北、合肥南、南京、南京南、南宁东、平顶山、上海虹桥、西安、厦门北、徐州东、郑州东、金华（甬金线动集）、杭州（萧甬线动集） 苍南、常州、奉化、阜阳西、赣州、广州南（仅动卧，非每日开，与广州局交替担当）、杭州东、淮安东、淮南南、黄山北、连云港、六安、龙岩、宁海、三门县、深圳北、台州西、温州南、武汉、徐州东、佛山西（仅动卧，非每日开，与广州局交替担当）、珠海（仅动卧，非每日开） |
| 沈阳局集团   | 长春、沈阳北 |
| 武汉局集团   | 武昌、武汉、宜昌东 |
| 西安局集团   | 西安北、温州南 |
| 郑州局集团   | 洛阳、郑州、郑州东 |

### 市郊铁路

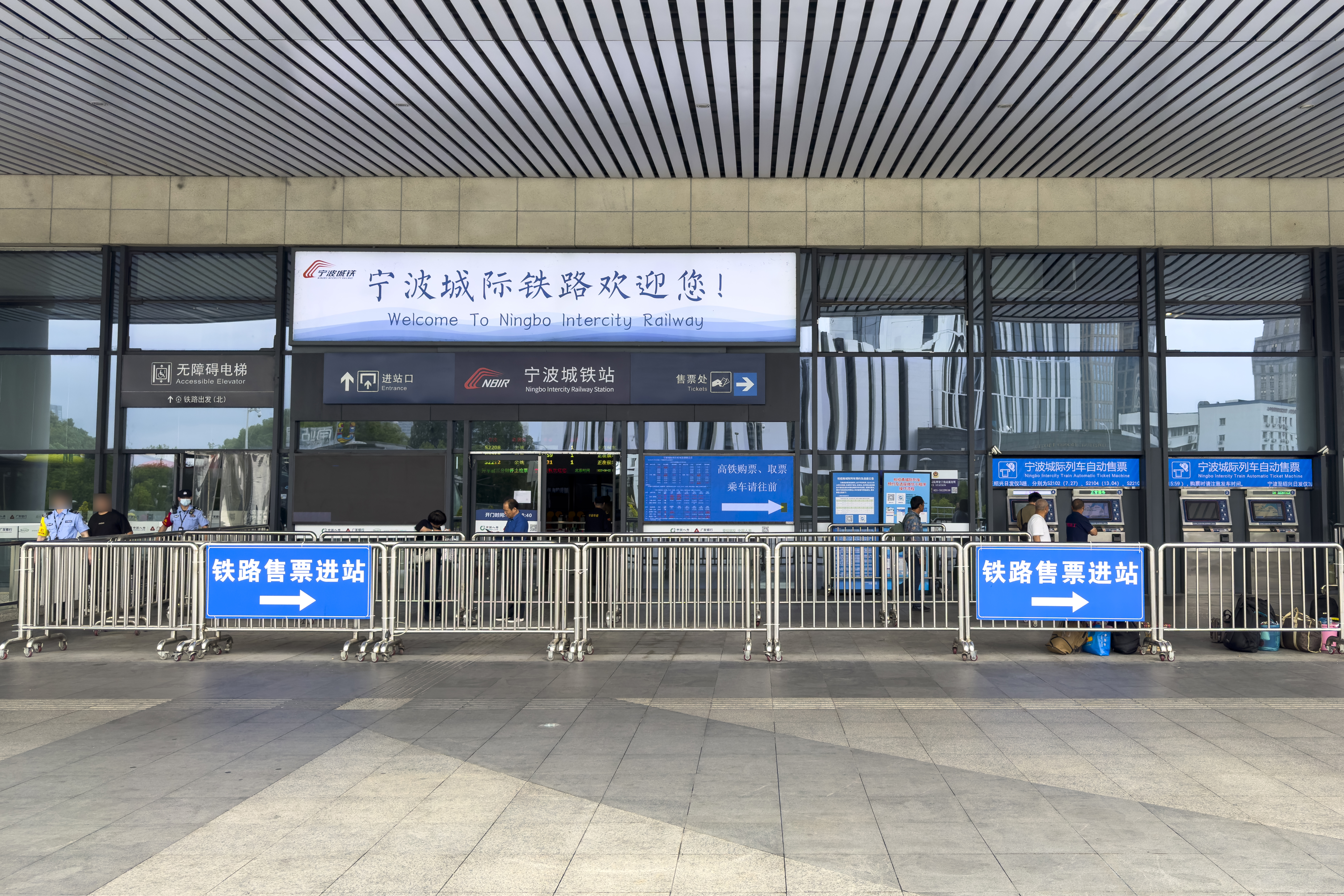
城际铁路进站口

使用萧甬铁路开行的宁波至余姚城际铁路列车以宁波站为起点，使用国铁宁波站1号站台，但在北广场设置独立的候车厅。列车于2017年6月10日开通运营，使用车次“S1XX”，每天开行8对，从宁波至余姚全程35分钟，票价10元，采用公交化售票方式，可使用甬城通等智能卡购票进站乘车。

### 外围道路
宁波站周边有多条城市主干道环绕，车站出发平台西端与夏禹路相连，东端与三支街相交。南广场由西面的苍松路、南面的甬水桥路、东面的三支街和北面的站房合围而成，地下包含城市快速路永达路的两条支路，分别于南广场南北两侧穿过南广场并与地下车库相连，可直通宁波城市快速路网。北广场则由南站西路和站房合围而成。车站东西咽喉有祖关山立交桥和三支街立交桥下穿，将车站南北区域相连。

### 长途汽车

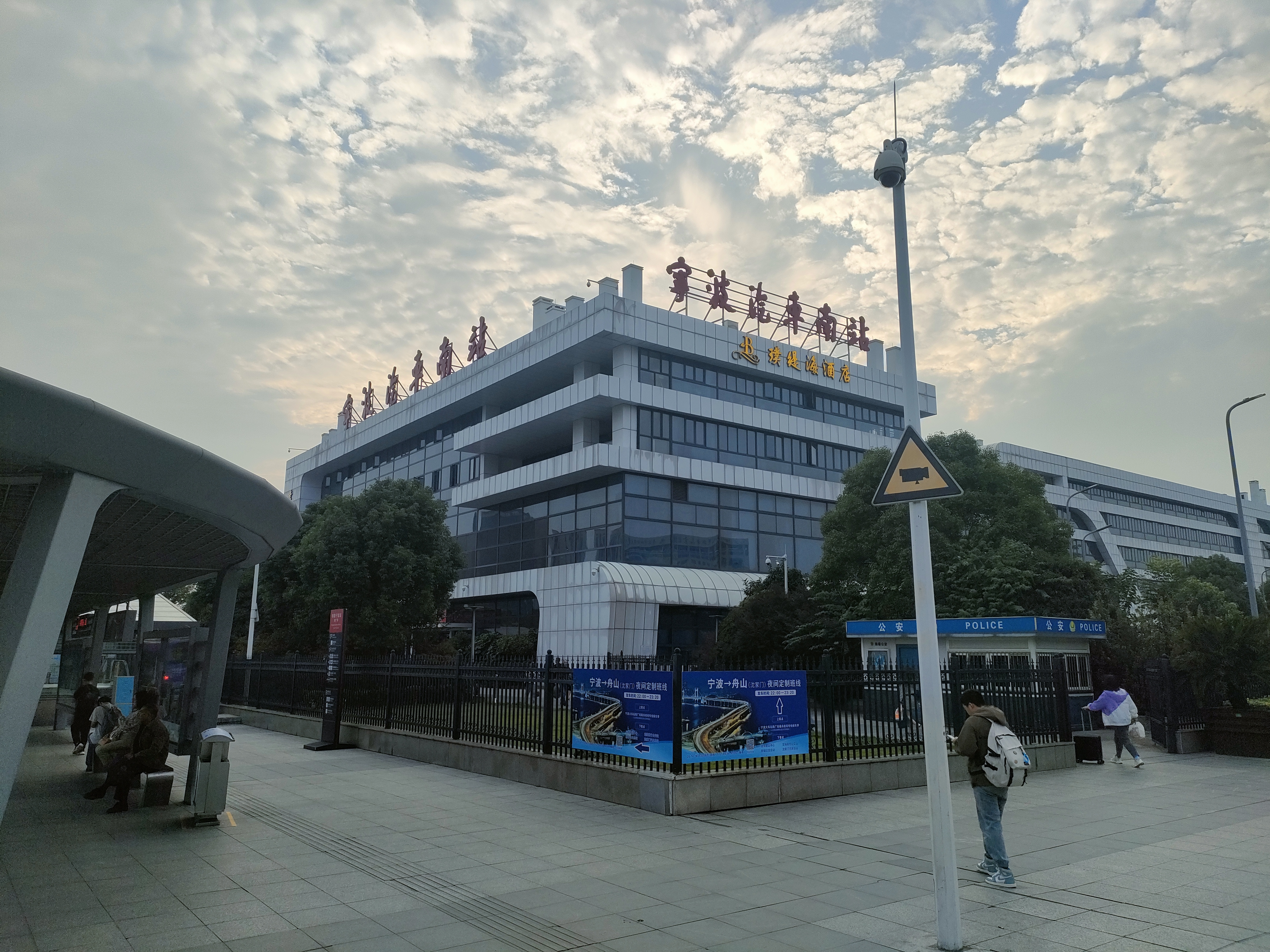
宁波汽车南站

宁波汽车南站位于宁波站南广场西侧，总面积17200平方米，其中售票厅面积650平方米，设有11个售票窗口,12个检票窗口。车站设有50余条线路，每天发送超过500个班次，发往杭州、嘉兴、湖州、绍兴、舟山以及宁波地区的象山、宁海、余姚、慈溪、奉化溪口等方向。车站于2015年5月7日启用。

### 市内公交

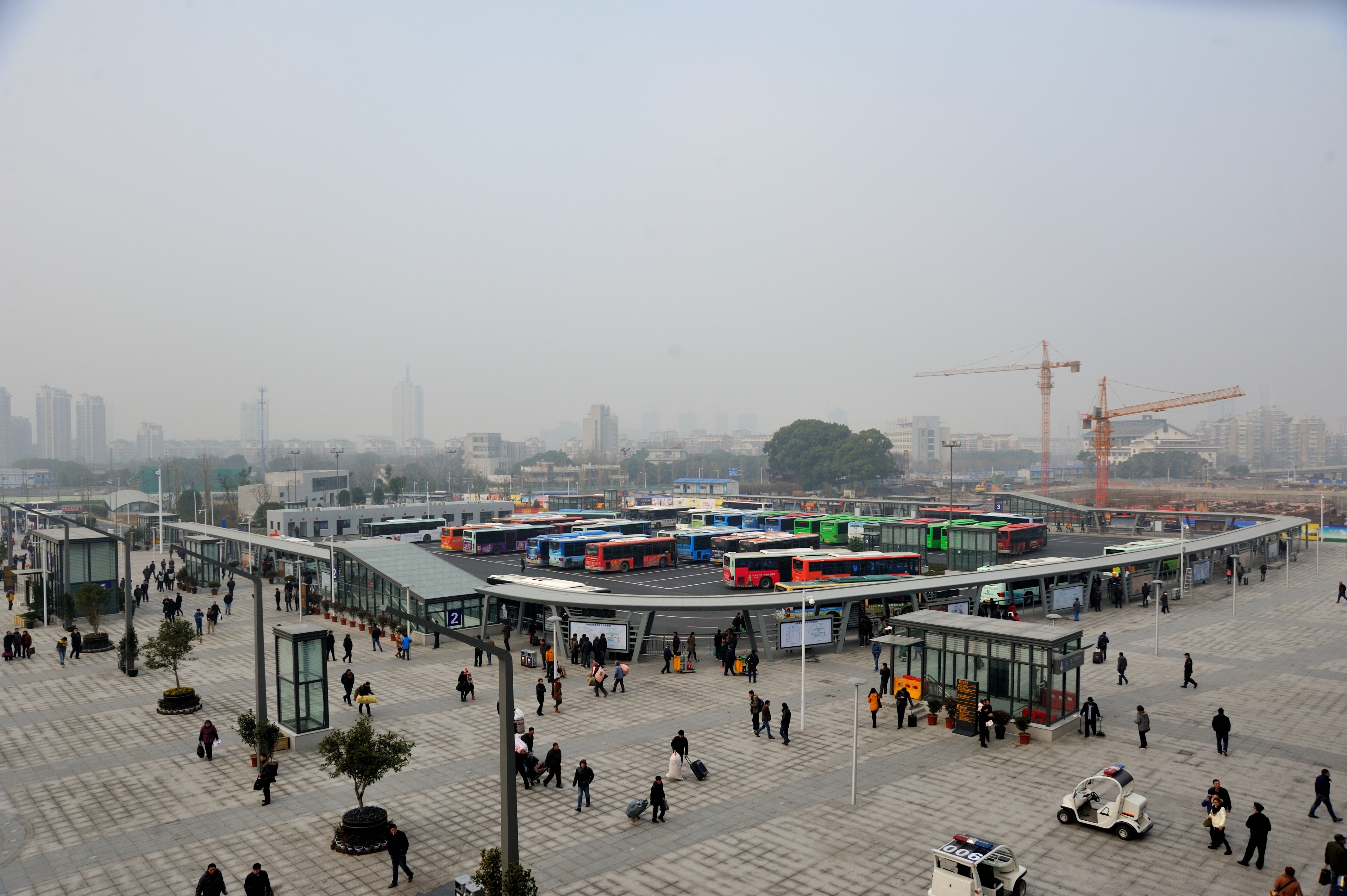
宁波站南广场公交站场

宁波站南广场设有公交宁波火车南广场始发站。该站为半圆形分布，根据线路方向的不同，设12个登车口，供20余条公交线路上下客，高峰时间约10分钟即发出一班，方向为老鄞州、奉化、余姚以及海曙和江东等。同时，为了缓解车站交通压力，宁波站曾经设有通往农工商站的22路免费短驳车，在农工商站设有多条公交线路，后分别于2014年3月29日及2016年1月19日后取消。北广场设有宁波火车站北广场首末站，可供15条公交线路上下客，主要服务镇海、北仑、慈城以及市区环线。此外，站外甬水桥路上设有宁波火车站南站，距南出站口约500米，供途经公交线路停靠。
| 宁波火车站北广场 | 宁波火车站北广场 | 宁波火车站北广场 | 宁波火车站北广场 | 宁波火车站北广场                                 |
| 编号             | 路线             | 路线             | 路线             | 备注                                             |
| ---------------- | ---------------- | ---------------- | ---------------- | ------------------------------------------------ |
| 22               | 联丰新村         | ⇆                | 宁波火车站北广场 |                                                  |
| 26               | 市妇儿医院北院   | ⇆                | 宁波火车站北广场 |                                                  |
| 38               | 宁波火车站北广场 | ⇆                | 陆嘉家园         |                                                  |
| 52               | 望童北路新星路口 | ⇆                | 宁波火车站北广场 |                                                  |
| 345              | 庄桥西卫桥       | ⇆                | 宁波火车站北广场 |                                                  |
| 371              | 公交招宝山站     | →                | 宁波火车站北广场 | 经金锚路中意路口、中科院材料所、环城北路清河路口 |
| 371              | 招宝山           | ←                | 宁波火车站北广场 | 经金锚路中意路口、中科院材料所、环城北路清河路口 |
| 380              | 公交临俞站       | ⇆                | 宁波火车站北广场 |                                                  |
| 541              | 公交招宝山站     | →                | 宁波火车站北广场 | 经镇海发电厂、三官堂、东鹰花园                   |
| 541              | 招宝山           | ←                | 宁波火车站北广场 | 经镇海发电厂、三官堂、东鹰花园                   |
| 622              | 公交横街站       | ⇆                | 宁波火车站北广场 |                                                  |
| 789              | 凤凰山北广场     | ⇆                | 宁波火车站北广场 | 经北仑电视台北、堰山、石龙线                     |
| 965              | 公交九龙湖站     | ⇆                | 宁波火车站北广场 |                                                  |

| 宁波火车站南广场 | 宁波火车站南广场           | 宁波火车站南广场 | 宁波火车站南广场   | 宁波火车站南广场 |
| 编号             | 路线                       | 路线             | 路线               | 备注             |
| ---------------- | -------------------------- | ---------------- | ------------------ | ---------------- |
| 1                | 公交庄市站                 | ⇆                | 宁波火车站南广场   |                  |
| 10               | 宁波火车站南广场           | ↻                | 宁波火车站南广场   |                  |
| 30               | 公交会展路站               | ⇆                | 宁波火车站南广场   |                  |
| 60               | 宁波火车站南广场           | ↺                | 宁波火车站南广场   |                  |
| 81               | 八工区                     | ⇆                | 宁波火车站南广场   |                  |
| 106              | 宁波野生动物园东           | ⇆                | 宁波火车站南广场   |                  |
| 156              | 马车桥（姜岙）             | ⇆                | 宁波火车站南广场   |                  |
| 161              | 宁波诺丁汉公寓楼           | ⇆                | 宁波火车站南广场   |                  |
| 179              | 横溪周夹岙                 | ⇆                | 宁波火车站南广场   |                  |
| 181              | 奉化公交西站               | ⇆                | 宁波火车站南广场   | 大站快线         |
| 301              | 宁波火车站南广场           | 全程 ⇆           | 大隐公交站         |                  |
| 301              | 宁波火车站南广场           | 区间 ←           | 湖西村             |                  |
| 354              | 鄞州中学（培罗成集团）     | →                | 宁波火车站南广场   |                  |
| 354              | 鄞州中学                   | ←                | 宁波火车站南广场   |                  |
| 514              | 公交清水桥停车场           | ⇆                | 宁波火车站南广场   |                  |
| 518              | 宁波火车站南广场           | ⇆                | 高新区（杨木碶路） |                  |
| 625              | 公交建岙站                 | ⇆                | 宁波火车站南广场   |                  |
| 633              | 小城春秋（雅旭花苑）       | ⇆                | 宁波火车站南广场   |                  |
| 637              | 蜜岩                       | 全程 ⇆           | 宁波火车站南广场   |                  |
| 637              | 乌头门                     | 区间 →           | 宁波火车站南广场   |                  |
| 637杜岙          | 杜岙                       | →                | 宁波火车站南广场   |                  |
| 638              | 五龙潭（龙潭飞瀑景区）     | ⇆                | 宁波火车站南广场   |                  |
| 692              | 横山码头（鄞州第一近海点） | ⇆                | 宁波火车站南广场   |                  |
| 692–1            | 横山码头（鄞州第一近海点） | ⇆                | 宁波火车站南广场   | 大站快线         |
| 819              | 公交天水家园站             | ⇆                | 宁波火车站南广场   |                  |
| 883              | 鄞州客运总站               | ⇆                | 宁波火车站南广场   | 原 283（第一代） |
| 906              | 宁波火车站南广场           | ⇆                | 公交象坎站         |                  |
| 906延伸线        | 二灵山温泉酒店             | →                | 宁波火车站南广场   | 定时班车         |
| 906延伸线        | 韩岭老街                   | ←                | 宁波火车站南广场   | 定时班车         |
| 916              | 东钱湖集散中心             | ⇆                | 宁波火车站南广场   |                  |
| 987              | 公交溪口站                 | ⇆                | 宁波火车站南广场   |                  |
| 988              | 雪窦山游人中心             | ⇆                | 宁波火车站南广场   |                  |

| 宁波火车站南 | 宁波火车站南                   | 宁波火车站南 | 宁波火车站南                     | 宁波火车站南 |
| 编号         | 路线                           | 路线         | 路线                             | 备注         |
| ------------ | ------------------------------ | ------------ | -------------------------------- | ------------ |
| 152          | 公交姚家浦站                   | →            | 段塘东路通达路口（宁波客运中心） |              |
| 152          | 公交姚家浦站                   | ←            | 宁波客运中心                     |              |
| 159          | 鄞州客运总站                   | ⇆            | 公交苍松路站                     |              |
| 356          | 公交盛梅北路站                 | ⇆            | 公交新典路站                     |              |
| 368          | 高教园区图书馆                 | →            | 公交第九医院站                   |              |
| 368          | 宁波中学                       | ←            | 公交第九医院站                   |              |
| 369          | 高教园区图书馆                 | →            | 宁波客运中心                     |              |
| 369          | 宁波中学                       | ←            | 宁波客运中心                     |              |
| 501          | 公交湾头站                     | ⇆            | 宁波客运中心                     |              |
| 微56         | 鄞州政务服务中心（明州医院北） | ⇆            | 宁波火车站南                     |              |

### 出租车
乘客可在地下一层候车区等候出租车，该处有绕行隔离栏维持秩序。出租车则在广场下客，此后通过出租车出入口进入乘客候车区。政府部门通过对候车区上下客司机进行补贴，鼓励出租车司机在地下一层候车区待客。北广场设有2个出租车入口，南广场设有1个出租车入口。

### 轨道交通

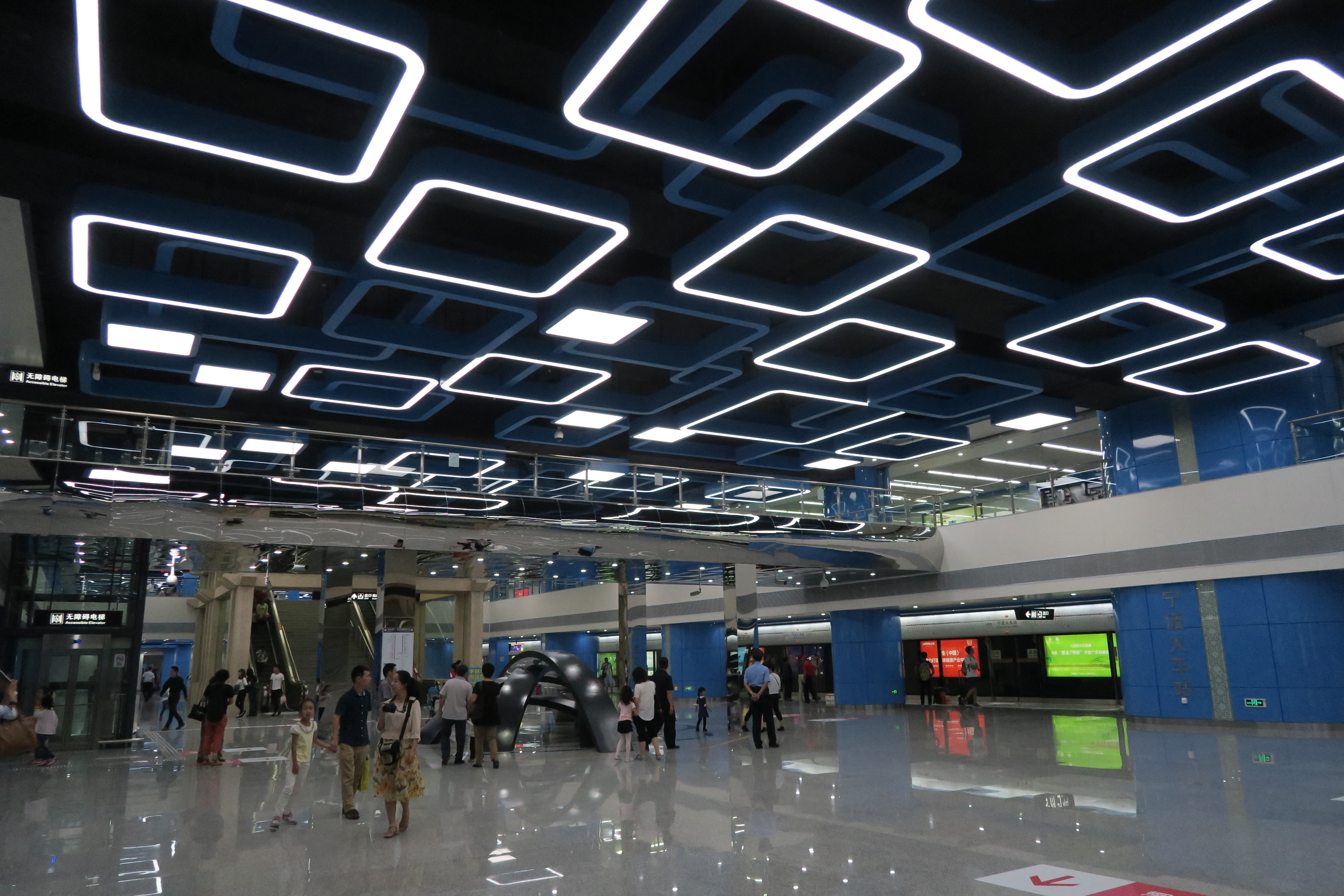
轨道交通2号线宁波火车站站台

宁波轨道交通在宁波站规划有2号线和4号线两条线路，2号线车站位于站房正下方，4号线位于北广场，两线之间为T换乘。车站在建设时曾命名“铁路南站站”，后正式更名为“宁波火车站”。至2020年12月，两条线路均已建成通车。乘客可以通过轨道交通抵达宁波市内各处，也可以通过2号线抵达宁波栎社国际机场、宁波客运中心换乘飞机和大巴。除与站房一体设置的2个出入口外，轨道交通宁波火车站还设有4个独立出口。其中两个出口位于国铁落客平台，配套2号线。另两个出口位于北广场，配套4号线。

## 轶事
宁波站造型来源于“天一生水”的易经典故，但车站建成亮灯后，不少宁波市民称其外形更像宁波人喜爱的海产品红膏炝蟹。
由于位于老城南门，宁波站在市民及媒体口中长期被称为“宁波南站”，容易引起误会。在宁波站新站通车前后，宁波市铁路建设指挥部表示，将会建议媒体使用规范称呼。